# Agrypon apistum
Agrypon apistum là một loài tò vò trong họ Ichneumonidae.